# Albert Verwey
Albert Verwey (ur. 15 maja 1865 w Amsterdamie, zm. 8 marca 1937 w Noordwijk aan Zee) – holenderski poeta, krytyk literacki i historyk literatury.

## Życiorys
Wcześnie zaczął pisać wiersze, w 1883 wydał swój pierwszy tom poezji, Persephone. W 1885 wraz z Frederikiem van Eeden i Willemem Kloosem założył pismo literackie „De Nieuwe Gids”, w którym zamieszczał swoje sonety i inne utwory. Początkowo pozostawał pod wpływem modernizmu, później tworzył głównie lirykę filozoficzną, zamieszczoną m.in. w zbiorze Aarde (Ziemia) z 1896. W swojej twórczości manifestował unikalną formę mistycyzmu, na który wywarł wpływ panteizm Barucha Spinozy. W późniejszym okresie eksperymentował z wolnym wierszem, czego przykładem jest m.in. poemat Een dag in April (Dzień w kwietniu) z 1926. W latach 1905–1919 redagował własne czasopismo, „De Beweging”, w którym debiutowało wielu młodych wpływowych holenderskich pisarzy; osiągnął dzięki temu znaczącą pozycję w holenderskim życiu kulturowym. W latach 1925–1935 był profesorem literatury holenderskiej Uniwersytetu w Lejdzie. Napisał wiele monografii, m.in. Everhardusa Johannesa Potgietera, a także szkiców literackich, m.in. zbiór Stille toernooien (1901). Przetłumaczył na niderlandzki m.in. Boską komedię Dantego i sonety Szekspira.